# 墨西哥足球乙级联赛
墨西哥足球乙级联赛（西班牙語：Liga Premier，簡稱墨乙），是墨西哥足球联赛系统的第 3 級別，墨西哥足球乙级联赛分为2个子联赛，分别为Serie A和Serie B。每个赛季分为2个短赛季，即Torneo Apertura和Torneo Clausura。

## Serie A
Serie A现有32支参赛球队，分为3个小组。

## 新秀联赛
Serie B现有11支参赛球队。